# Norrköping Dolphins
I Norrköping Dolphins sono una società cestistica avente sede nella città di Norrköping, in Svezia. Fondata nel 1963, gioca nel campionato svedese.

## Palmarès
- Campionato svedese: 9

1979-80, 1997-98, 2009-10, 2011-12, 2017-18, 2020-21, 2021-22, 2022-23, 2023-24
- Challenge Cup di Lega Baltica: 1

2009-10